# Dyspteris trichophora
Dyspteris trichophora är en fjärilsart som beskrevs av Claude Herbulot 1988. Dyspteris trichophora ingår i släktet Dyspteris och familjen mätare. Inga underarter finns listade i Catalogue of Life.